# Lotte Caers
Lotte Caers (Westerlo, 1982) is een Vlaamse producer en presentatrice. Ze was te zien op muziekzender TMF en op de regionale televisiezender RTV.

## Productie
- Koppen
- TMF Live HD, 2008-2011

## Presentatie
- RTV
  - Moviemoments

- TMF Vlaanderen, 2009-2011
  - Take 5

- TMF Vlaanderen, 2011
  - Wereldhit